# Anton Baumann (Sänger)
Anton Baumann, auch Anton Baumann der Jüngere (30. Juli 1890 in Wien – 7. Februar 1941 in Attersee am Attersee) war ein österreichischer Opernsänger der Stimmlage Bassbariton. Er wurde 1934 zum Reichskammersänger ernannt und leitete ab Herbst 1938 die Wiener Volksoper.

## Leben und Werk
Baumann war der Sohn des langjährigen Bezirksvorstehers von Währing, Anton Baumann dem Älteren (1848–1926). In die Amtszeit seines Vaters fielen Bau und Eröffnung des  Kaiser-Jubiläums-Stadttheaters, der späteren Volksoper. Nach kurzer Tätigkeit in der Gemeinde Wien nahm Baumann der Jüngere Gesangsunterricht. 1915 debütierte er am Stadttheater Baden, 1919 wurde er an die Volksoper verpflichtet. Er heiratete Emmy Hnatay, eine Koloratursopranistin. Das Ehepaar gastierte in den Sommermonaten mehrfach in der Sommerarena Baden. 1925 nahm Anton Baumann ein Engagement an der Städtischen Oper Berlin an. Zu seinen Rollen zählten der Leporello in Mozarts Don Giovanni, die Titelpartie in Verdis Falstaff und der Baron Ochs im Rosenkavalier. Er war auch Spielleiter. Zum 4. März 1933 trat er der NSDAP bei (Mitgliedsnummer 1.387.548). 1934 wurde er zum Reichskammersänger ernannt. Nach zeitgenössischen Angaben wurde ihm als Opernsänger erst anlässlich des Jahrestages der Machtergreifung der Nationalsozialisten durch Adolf Hitler am 30. Januar 1937 der Titel „Kammersänger“ verliehen. 1935 und 1936 gastierte er als Rocco in Beethovens Fidelio bei den Salzburger Festspielen. 1936 sang er an der Wiener Staatsoper einmal den Leporello und zweimal den Rocco. Er gastierte auch in Paris. 1937 erlitt er einen Schlaganfall und musste seine Bühnenlaufbahn beenden. 
In der Folge widmete er sich Textbearbeitungen. Nach dem sogenannten Anschluss im März 1938 wurde er von den NS-Machthabern zum Direktor der Wiener Volksoper ernannt. Das Haus wurde substantiell umgebaut und im Oktober 1938 mit dem Fidelio wiedereröffnet. Der Schwerpunkt des Repertoires lag nunmehr auf Opern und nur einigen wenigen Operetten. Baumann förderte eine Reihe junger talentierter Sänger, darunter Emmy Funk, Gertrude Grob-Prandl, Alois Pernerstorfer und Ljuba Welitsch.